# Klaus Voussem

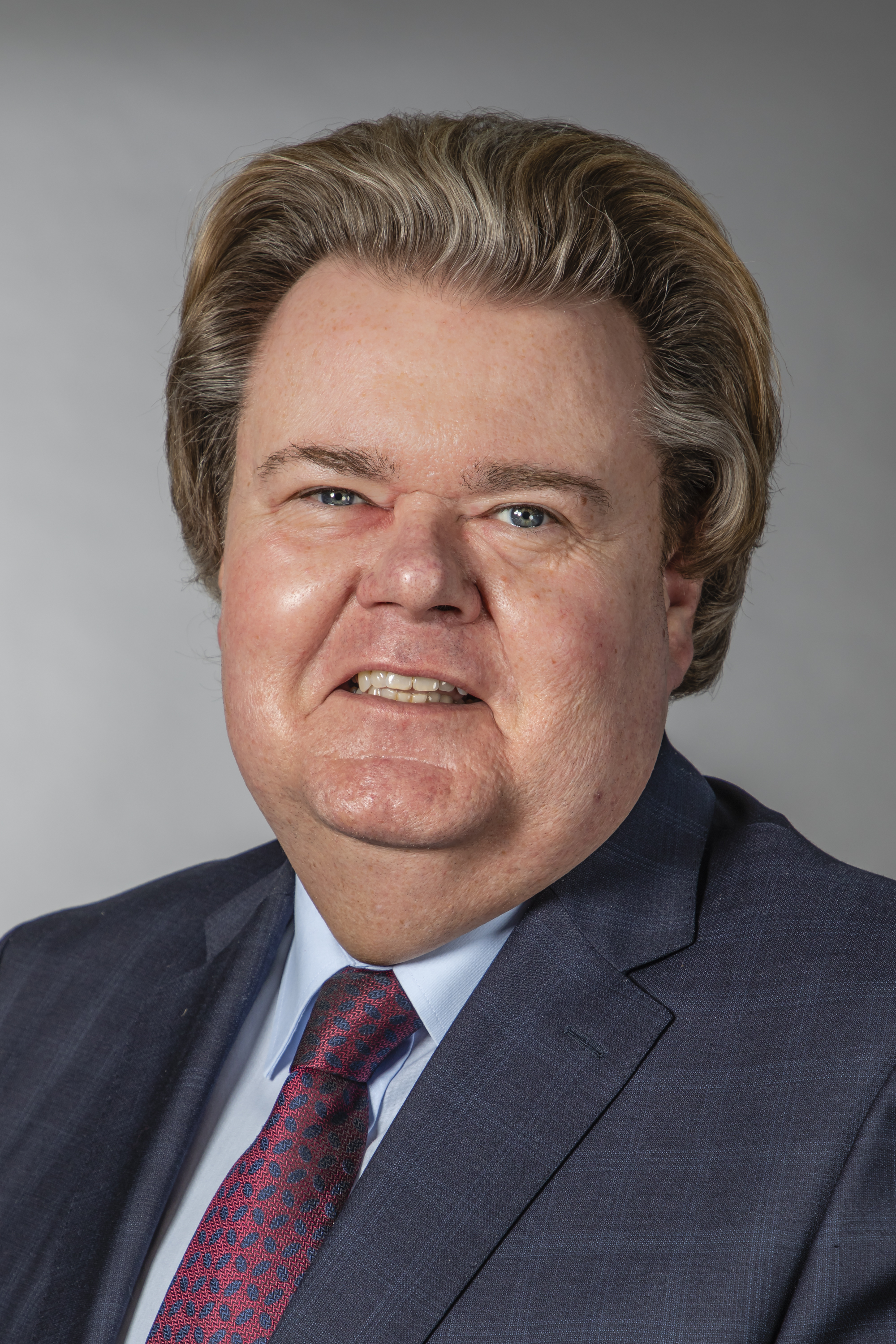
Klaus Voussem (2019)

Klaus Martin Voussem [ˈfʊsəm] (* 27. August 1970 in Euskirchen) ist ein deutscher Politiker (CDU) und seit 2010 Landtagsabgeordneter in Nordrhein-Westfalen. Er ist stellvertretender Vorsitzender der CDU-Landtagsfraktion.

## Ausbildung und Arbeit
Voussem legte 1990 sein Abitur an der gymnasialen Marienschule in Euskirchen ab und studierte 1990 bis 1995 Rechtswissenschaft an der Universität Bonn. Das Studium schloss er 1995 mit dem ersten juristischen Staatsexamen in Köln und 1998 mit dem zweiten juristischen Staatsexamen in Düsseldorf ab. 1996 bis 1998 legte er sein Referendariat beim Landgericht Köln mit Stationen beim Amtsgericht Kerpen, der Staatsanwaltschaft Köln und der Stadtverwaltung Euskirchen ab. Seit 1998 ist er selbständiger Rechtsanwalt in Euskirchen.

## Politische Ämter und Mitgliedschaften
1987 trat Voussem in die CDU ein. In seiner Partei ist er seit 2011 Vorsitzender des Stadtverbandes Euskirchen und seit 2013 stellvertretender Vorsitzender des Kreisverbandes Euskirchen. Daneben war er 1987 bis 2005 als Mitglied der Jungen Union im Stadtverband engagiert. Darüber hinaus ist er Mitglied der Mittelstands- und Wirtschaftsvereinigung. 1994 bis 1999 war er sachkundiger Bürger im Stadtrat Euskirchen. Seit 1999 ist Voussem direkt gewählter Stadtverordneter und seit 2001 Fraktionsvorsitzender der CDU-Stadtratsfraktion.
Voussem ist Mitglied des Aufsichtsrates der e-regio GmbH & Co. KG und Mitglied des Verwaltungsrates der LEP-AöR Euskirchen/Weilerswist. Ferner ist er Mitglied im Aufsichtsrat der Euskirchener Baugesellschaft mbH (Eugebau) sowie Mitglied der Gesellschafterversammlung der Stadtverkehr Euskirchen GmbH (SVE). Er ist außerdem Präsident der Landesverkehrswacht Nordrhein-Westfalen e.V., bei der Bürgerstiftung Euskirchen „Wir für EUch“ Mitglied im Stiftungsvorstand und Mitglied im Caritasrat für das Kreisdekanat Euskirchen.
Seit der Landtagswahl in Nordrhein-Westfalen 2010 und der Landtagswahl in Nordrhein-Westfalen 2012 ist er direkt im Landtagswahlkreis Euskirchen I gewählter Abgeordneter des Landtages Nordrhein-Westfalen. Sein Landtagsmandat verteidigte Voussem bei den Landtagswahlen 2017 und 2022 erfolgreich.
In der laufenden Wahlperiode ist Klaus Voussem ordentliches Mitglied und Vorsitzender des Hauptausschusses. Im Parlamentarischen
Untersuchungsausschuss IV (OVG-Besetzung) ist Voussem Vorsitzender, im Parlamentarischen Untersuchungsausschuss II (Hochwasserkatastrophe)
ordentliches Mitglied. Zudem ist er stellvertretendes Mitglied im Haushalts- und Finanzausschuss, im Unterausschuss Personal des Haushalts- und Finanzausschusses, im Ausschuss für Haushaltskontrolle, im Verkehrsausschuss und im Parlamentarischen Untersuchungsausschuss III (Brückendesaster und Infrastrukturstau). Weiterhin ist Klaus Voussem Mitglied im Beirat für Wohnraumförderung der NRW.Bank. Im Fraktionsvorstand der CDU-Landtagsfraktion NRW ist er stellvertretender Vorsitzender.
In der 17. Wahlperiode des Landtages (bis 31. Mai 2022) war Voussem ordentliches Mitglied im Verkehrsausschuss sowie im Sportausschuss. Von 2014 bis 2022 war Voussem verkehrspolitischer Sprecher der CDU-Landtagsfraktion NRW.
In der 16. Wahlperiode des Landtages (bis 31. Mai 2017) war Voussem ordentliches Mitglied im Ausschuss für Bauen, Wohnen, Stadtentwicklung und Verkehr und im Hauptausschuss sowie stellvertretendes Mitglied im Innenausschuss des Landtages. 2012 bis 2014 war er stellvertretender Vorsitzender des Ausschusses für Bauen, Wohnen, Stadtentwicklung und Verkehr und ab 2014 verkehrspolitischer Sprecher der CDU-Landtagsfraktion NRW. Im parlamentarischen Untersuchungsausschuss (PUA I) für Bauvorhaben unter Leitung des Bau- und Liegenschaftsbetriebes war Voussem Sprecher seiner Fraktion. 2010 bis 2013 war Voussem darüber hinaus Sprecher seiner Fraktion in der Enquetekommission für wohnungswirtschaftlichen Wandel und neue Finanzinvestoren auf den Wohnungsmärkten in Nordrhein-Westfalen.